# Paul Korir
Paul Kipketer Korir (* 15. Juli 1977 in Kipkoror, Nandi County) ist ein ehemaliger kenianischer Leichtathlet, der in Mittelstreckenläufen antrat. 2004 wurde er Hallenweltmeister über 1500 Meter.

## Leben
Paul Korir stammt aus der ehemaligen Rift Valley-Prozinz in Kenia. Er wurde als Ältester von acht Söhnen eines Farmers geboren und besuchte die Kilibwoni High School, die er 1996 abschloss.
Korir ist seit 2002 mit Edna Chesang verheiratet. Im selben Jahr wurde ihre Tochter, Mercy Cheruto, geboren. Sie leben in seiner Geburtsstadt Kipkoror.

## Sportliche Laufbahn
Korir begann bereits in der Grundschule mit dem Lauftraining, begünstigt auch durch den weiten Schulweg. Bei Bezirksmeisterschaften konnte er sehr bald vordere Platzierungen über 800 Meter einfahren, der Distanz, auf die er sich zunächst spezialisierte. Bei einem Meeting im Jahr 2000 lief er in 1:45,60 min auf den zweiten Platz und weckte damit die Aufmerksamkeit des Marathonläufers Moses Tanui, der ihn an den Italiener Federico Rosa und dessen Fila Club vermittelte. In der Folge nahm Korir im Laufe des gesamten Sommers an Rennen in Italien teil und stellte letztlich mit 1:44,21 min eine persönliche Bestzeit im schweizerischen La Chaux-de-Fonds auf. Im Frühjahr 2001 lief er seine Hallenbestzeit von 1:51,67 min bei einem Meeting in Dortmund, nachdem er zuvor sein Management austauschte. In den zwei folgenden Saisons bleiben die Erfolge allerdings größtenteils aus und er konnte die 1:45,00-Minuten-Marke nicht mehr unterbieten. Durch anraten seines damaligen Trainers Moses Kiptanui, stieg er Ende 2002 auf die 1500-Meter-Distanz um.
Innerhalb einer Saison verbesserte er seine Bestzeit um mehr als acht Sekunden auf 3:30,72 min. Bei den nationalen Entscheidungswettkämpfen setzte er sich gegen die Konkurrenz durch und qualifizierte sich für die Weltmeisterschaften 2003 in Paris/Saint-Denis. Dort wurde er in 3:33,47 min Vierter im Finale. Im Oktober siegte er anschließend bei den Afrikaspielen im nigerianischen Abuja. Im Frühjahr 2004 feierte er mit der Goldmedaille bei den Hallenweltmeisterschaften in Budapest seinen größten sportlichen Erfolg. In einem taktisch geprägten Rennen lag er am Ende nur drei Hundertstelsekunden vor dem zweitplatzierten Iwan Heschko aus der Ukraine. Anschließend verpasste er die Qualifikation für die Olympischen Spiele in Athen, da Korir im entscheidenden nationalen Wettbewerb als Vierter knapp an der Teilnahme scheiterte. Einen Monat nach der verpassten Teilnahme siegte er bei den Afrikameisterschaften in Brazzaville. Es waren seine letzten internationalen Meisterschaften.
Während der Saisons lebte und trainierte Korir in London.

## Wichtige Wettbewerbe
| Jahr              | Veranstaltung             | Ort               | Platz             | Disziplin         | Zeit              |
| Startet für Kenia | Startet für Kenia         | Startet für Kenia | Startet für Kenia | Startet für Kenia | Startet für Kenia |
| ----------------- | ------------------------- | ----------------- | ----------------- | ----------------- | ----------------- |
| 2003              | Weltmeisterschaften       | Paris             | 4.                | 1500 m            | 3:33,47 min       |
| 2003              | Afrikaspiele              | Abuja             | 1.                | 1500 m            | 3:27,52 min       |
| 2004              | Hallenweltmeisterschaften | Budapest          | 1.                | 1500 m            | 3:52,31 min       |
| 2004              | Afrikameisterschaften     | Brazzaville       | 1.                | 1500 m            | 3:39,48 min       |

## Persönliche Bestleistungen
Freiluft
- 800 m: 1:44,21 min, 13. August 2000, La Chaux-de-Fonds
- 1500 m: 3:30,72 min, 5. September 2003, Brüssel
- 5000 m: 14:13,66 min, 16. Juni 2004, Sintra

Halle
- 800 m: 1:51,67 min, 11. Februar 2001, Dortmund
- 1000 m: 2:17,07 min, 28. Februar 2004, Liévin
- 1500 m: 3:37,05 min, 20. Februar 2004, Birmingham